# Вяткина, Марина Дмитриевна
Марина Дмитриевна Вяткина (род. 7 мая 1999, Курган) — российская ориентировщица на лыжах. Мастер спорта России международного класса.

## Биография
Марина Дмитриевна Вяткина родилась 7 мая 1999 года в городе Кургане Курганской области. Родители и брат — спортсмены-ориентировщики.
Спортивным ориентированием занимается с 6 лет. Начала заниматься спортом в Детско-юношеской спортивной школе № 5 города  Кургана. Тренировалась под руководством заслуженного работника физической культуры Галины Сергеевны Воропаевой. В это время она несколько раз поднималась на пьедестал национальных первенств.
После окончания средней общеобразовательной школы № 17 г. Кургана (пос. Рябково), поступила в Институт физической культуры, спорта и туризма Сибирского федерального университета в Красноярске; с 2017 года представляет Красноярский край. 
В декабре 2018 года победила на длинной дистанции и завоевала серебро в спринте на Кубке России. В декабре 2019 года поднималась на пьедестал и на Кубке, и на чемпионате России.
На зимней Универсиаде 2019 завоевала две золотые и две серебряные медали.
На чемпионате Европы 2020 года победила на длинной дистанции, взяла серебро на средней дистанции и бронзу в спринте.
На чемпионате Европы 2022 года победила в спринте.

## Награды и звания
- Мастер спорта России международного класса, 28 декабря 2020 года[6]
- Мастер спорта России, 15 мая 2017 года[7]